# Forcelles-sous-Gugney
 Forcelles-sous-Gugney  là một xã của tỉnh Meurthe-et-Moselle, thuộc vùng Grand Est, đông bắc nước Pháp. Xã này nằm ở khu vực có độ cao trung bình 307 mét trên mực nước biển.